# ميتش جويل
ميتش جويل هو كاتب عمود كندي، ولد في مايو 1971.